# 巴奇瑟勒什
巴奇瑟勒什，是匈牙利南部巴奇-基什孔州所辖的一个村，总面积38.83平方公里，总人口412，人口密度10.61人/平方公里（2005年）。地理坐标为46.1500°N 19.4500°E。